# 삼성 트레이닝 센터
삼성 트레이닝 센터(Samsung Training Center, STC)는 대한민국 경기도 용인시에 위치한 민간 최초이자 최대 규모의 스포츠 복합 합숙 기관이자 재활 훈련 기관이다.
2007년 6월 15일 설립된 STC는 각 지역에 흩어져 있는 삼성스포츠단 산하의 인도어 스포츠단의 합숙소를 합쳐 운영 효율화와 관리 비용을 절감하고 전문적이고 체계적인 선수 지원을 하기 위한 목적으로 설립됐다. 부상 선수들의 재활 훈련을 돕기 위해 고급 의료 시설과 시스템을 갖추고 있다.
현재 STC에는 서울 삼성 썬더스, 용인 삼성 블루밍스, 대전 삼성 블루팡스, 삼성생명 탁구단, 삼성생명 레슬링단, 에스원 태권도단이 입주해 있고, 선수뿐만 아니라 코칭 스태프, 프런트 등 약 150명도 이곳에 상주하고 있다. 스포츠 과학 지원실은 입주 선수는 물론, 수원 삼성 블루윙즈와 삼성 라이온즈 등 삼성 산하 전체 21개 구단 280여 명의 선수들을 대상으로 운영되고 있다.

## 규모 및 시설
전체 규모(2만 4543m2)는 태릉선수촌(31만 696m2)의 10분의1 이하다. 태백분촌(3만 2267m2)보다도 작지만 약 800억 원을 들여 선수들의 기량을 최고로 유지하기 위한 과학적인 환경으로 채워졌다. 정문을 통과해 길을 오르다 보면 트랙이 딸린 운동장 1개가 놓여 있고, 그 위로 복합 체육관동이 들어서 있다. 지상에는 남자 농구, 여자 농구, 남자 배구 체육관이, 지하에는 레슬링, 탁구, 태권도 체육관이 자리를 잡고 있다. 약 200명을 수용할 수 있는 지하 2층, 지상 7층짜리 숙소동이 이웃했다.
설계에서부터 선수들 위주로 세세한 신경을 기울여 맞춤형으로 세워졌다. 2~7층에 걸쳐 있는 선수들 방 곁에는 각 팀들이 즉석에서 회의를 할 수 있는 미팅 룸이 마련됐다. 방에서 1층과 지하 1층으로 내려오면 숙소동 수용 인원을 한번에 대부분 소화할 수 있는 체력 단련실과 10억원 상당의 장비로 가득찬 재활실, 수영장, 수치료실, 식당, 목욕탕으로 이어지는 동선은 짧고 간결하게 이뤄졌다. 지상으로 체육관을 오고갈 수 있지만, 날씨가 좋지 않을 때 지하를 통해 숙소로 돌아올 수도 있다. 무엇보다 다리 부상으로 재활하는 선수들이 목발을 짚고서도 손쉽게 다닐 수 있게 배려했다.

## 같이 보기
- 삼성스포츠

## 참조
1. ↑  삼성스포츠단 7개팀, 24일부터 트레이닝센터 입주 :: 네이버 뉴스
2. ↑  운동 선수를 위한 최고의 공간 삼성 트레이닝 센터 :: 네이버 뉴스
3. ↑  서울신문 - 2007년 11월 기사 "‘제3의 선수촌’ 삼성 트레이닝 센터를 가다"
4. ↑  스포츠한국 - 2008년 1월 기사 "미니 선수촌, 삼성 트레이닝 센터 올림픽 구슬땀"
5. 1 2 3 4  KBO 베이스볼 클래식 2010년 7월호 기사 "이것만은 우리가 최고! 삼성 라이온즈 재활 시스템"